# Уорди, Джеймс
Сэр Джеймс Манн Уо́рди, (англ. James Mann Wordie; 1889—1962) — учёный, геолог, исследователь, участник Имперской трансантарктической экспедиции Эрнеста Шеклтона (1914—1917), семи Арктических экспедиций к берегам Восточной и Западной Гренландии и на Шпицберген, один из основателей, и в течение почти двадцати лет президент Института полярных исследований имени Скотта, почётный член многих научных сообществ.

## Ранний период
Родился 26 апреля 1889 года в Глазго, Шотландия, в семье Джона Уорди и Джейн Кэтрин Манн. По окончании школы «Академия Глазго» и получения степени бакалавра геологии в Университете Глазго перебрался в Сент-Джонс колледж (Кембридж), где продолжил образование и начал заниматься научной деятельностью. На этом поприще близко познакомился с Фрэнком Дебенхемом и Реймондом Пристли, учёными — участниками последней Антарктической экспедиции Роберта Скотта 1910—1913 годов. После совместной работы с ними живой интерес Уорди к экспедициям и научным открытиям лишь усилился и, будучи рекомендованным Шеклтону Реймондом Пристли (который, помимо экспедиции Скотта, был участником первой экспедиции Шеклтона), он вступил в ряды участников объявленной в 1914 году Имперской трансантарктической экспедиции на должность геолога — руководителя научного штата.

## Имперская трансантарктическая экспедиция Шеклтона
Заявленных целей экспедиции — пересечения Антарктиды от моря Уэдделла до моря Росса через Южный полюс, а также выполнения обширной научной программы на Земле Эндерби и земле Грэма достичь не удалось. В разгар антарктического лета 1915 года экспедиционное судно «Эндьюранс» оказалось зажатым паковыми льдами в море Уэдделла всего в одном дне плавания от предполагаемого места высадки экспедиционеров и после долгого дрейфа было ими раздавлено. Экипаж судна после многих месяцев борьбы за жизнь смог достичь острова Мордвинова (Элефант), откуда 30 сентября 1916 года был эвакуирован Шеклтоном в Пунта-Аренас.
Для Уорди как учёного-геолога эта экспедиция с профессиональной точки зрения оказалась непродуктивной. Как геолог Уорди фактически смог поработать лишь в течение короткого времени пребывания в Южной Георгии — последнем порту захода Эндьюранс. Но, несмотря на злоключения экспедиции, результаты работы её научного штата оказались довольно значительными. Уорди плотно занимался вопросами океанографии, включавшими изучение морского льда (по результатам которой Уорди будет сформулирована спецификация морского льда, практически не отличающаяся от современной), донных отложений, физиографию морского дна, промер глубин, измерение температуры и солености воды, скорости и направления течений и т. д. Таким образом была исследована значительная часть моря Уэдделла, а также снят вопрос по поводу существования Земли Моррелла. Помимо этого велись метеорологические и другие научные наблюдения.
По возвращении на родину Джеймс Уорди ушёл на фронт и воевал во Франции в полевой артиллерии. В сражении при Армантьере был тяжело ранен в левую ногу. В 1917 году стал вторым лейтенантом, а войну закончил в звании лейтенанта

## Исследовательская деятельность
По окончании Первой мировой войны Уорди вернулся в Кембридж и сразу же возобновил свою исследовательскую деятельность. В 1919 и 1920 годах он принял участие в экспедициях Уильяма Спирси Брюса на Шпицберген (заместитель руководителя — геолог). Начиная с 1921 года, организовал и провёл серию собственных полярных экспедиций: 1921 — руководитель экспедиции на остров Ян-Майен, в ходе которой совершено первое восхождение на главную вершину острова вулкан Беренберг (2085 метров над уровнем моря); 1923, 1926, 1929 — руководитель экспедиций к берегам Восточной Гренландии; 1934 — руководитель экспедиции в Баффинов залив — Западная Гренландия, в ходе которой были совершены первовосхождения на пики Пионер и Лонгстафф (англ. Longstaff).
Среди его учеников — участников экспедиции 1929 года, был простой студент Кембриджа Вивиан Фукс — будущий руководитель (вместе с покорителем Джомолунгмы Эдмундом Хиллари) Трансантарктической экспедиции Британского содружества (1955—1958), впервые осуществившей план Шеклтона по пересечению Антарктиды от залива Фазеля в море Уэддела до острова Росса через Южный полюс.

## Общественная деятельность
В 1920 году на оставшиеся средства от общественных пожертвований по поводу трагедии капитана Скотта Фрэнк Дебенхем, Реймонд Пристли и Джеймс Уорди учредили Институт полярных исследований имени Скотта (Кембридж). Институт выступал в качестве хранилища научных, исследовательских и прочих материалов по тематике полярных исследований во благо будущих путешественников (на сегодняшний день это крупнейшая в мире библиотека и архив, где хранятся уникальные собрания рукописных и опубликованных материалов и отчётов о научно-исследовательских и геологоразведочных работах, связанных с полярными регионами). С 1937 по 1955 годы Уорди являлся его Председателем.
В 1933 году Уорди стал завучем (англ. Senior Tutor) Сент-Джонс Колледжа.
С 1934 по 1948 — Почётный секретарь Королевского географического общества.
С 1939 по 1945 — начальник управления военно-морской разведки по полярным регионам.
С 1951 по 1954 — Президент Королевского географического общества (после Уорди с 1961 по 1963 годы его возглавит Реймонд Пристли). Пребывая в этой должности он принял деятельное участие в планировании и организации первой успешной экспедиции на Эверест, закончившейся 29 мая 1953 года восхождением на третий полюс Земли Эдмундом Хиллари и Тенцингом Норгей.
С 1952 по 1959 — ректор Сент-Джонс колледжа.

## Награды

### Британские

#### Государственные
- Полярная медаль с пряжкой[англ.] «Антарктика 1914—16» (16 февраля 1917) — «за участие в Имперской транс-антарктической экспедиции 1914—16 годов в составе команды Endurance»[8][9].
- Орден Британской империи степени командора (12 июня 1947) — «за заслуги в исследовании Антарктики»[10].
- Звание рыцаря-бакалавра с правом на приставку «сэр» к имени (1 января 1957) — «за заслуги в Полярных исследованиях»[11]. Посвящён в рыцари лично королевой Елизаветой II на церемонии в Букингемском дворце[12].

#### Общественные
- Премия Бака[англ.] Королевского географического общества (1920)[13].
- Медаль У. С. Брюса[англ.] Королевского Шотландского географического общества[англ.] (1926)[14].
- Золотая медаль основателей Королевского географического общества (1933)[15].
- Золотая медаль[англ.] Королевского Шотландского географического общества[англ.] (1944)[16].
- Медаль Чарльза П. Дэли[англ.] Американского географического общества (1952)[17]

### Иностранные
- Орден Святого Олафа степени командора (24 апреля 1944) — «в знак признания услуг, оказанных во время войны»[18].

## Память
Умер 16 января 1962 года в возрасте 72 лет в Кембридже. Его прах покоится в семейном захоронении у Холирудской церкви в Стерлинге (Шотландия).
В честь Джеймса Уорди названы Уорди-Пойнт (Южные Сандвичевы острова), Шельфовый ледник Уорди (Антарктида), Нунатак Уорди (Антарктида) и Пойнт-Уорди (остров Мордвинова).